# Schloss Beck

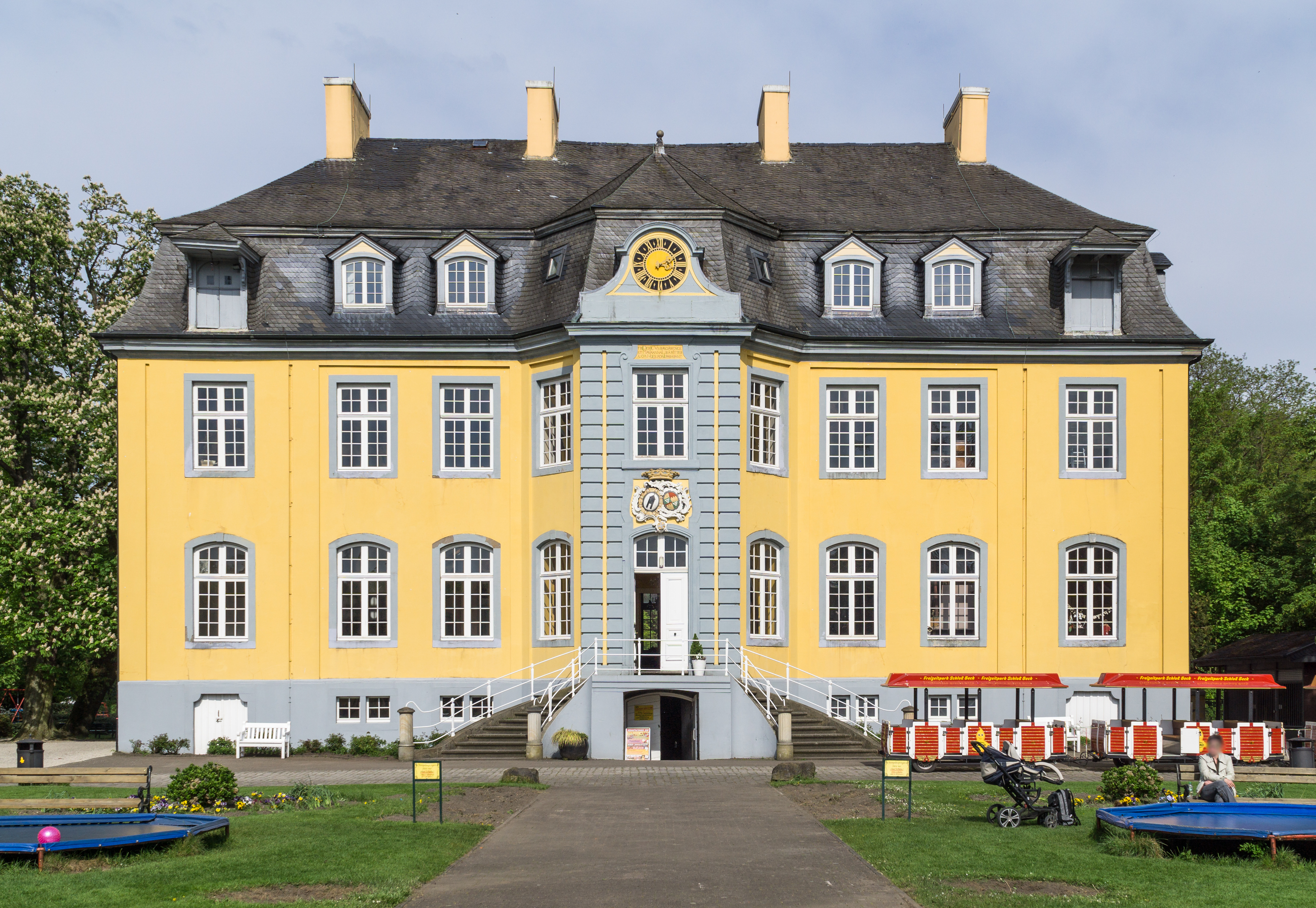
Das Schloss von der Gartenseite gesehen

Schloss Beck ist ein Schlossbau aus dem Spätbarock im Bottroper Ortsteil Kirchhellen-Feldhausen.

## Geschichte

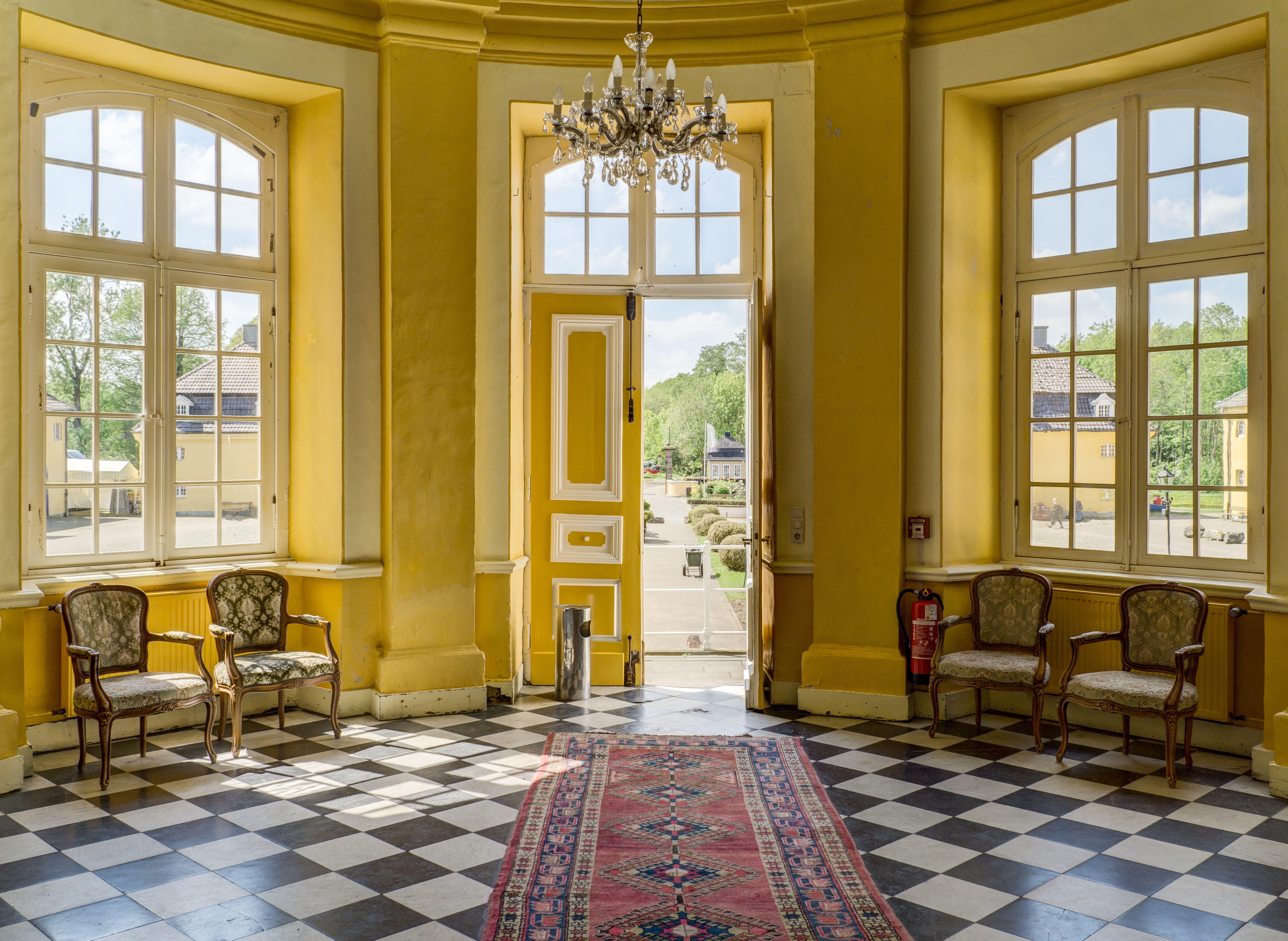
Innenraumaufnahme in Richtung Garten

Schon im 15. Jahrhundert gab es ein Wasserschloss „Haus Beck“. Das heutige Gebäude errichtete 1766 bis 1771 der bekannteste westfälischen Barockbaumeister Johann Conrad Schlaun als Lustschloss (Maison de Plaisance) für Friedrich Florenz Raban von der Wenge (1702–1775).
Zum Ende des 18. Jahrhunderts betrieb Freiherr Clemens August von der Wenge, Sohn des Bauherrn, auf dem Gutshof eine Schnapsfabrik. Nach dem Tod von dessen Sohn Friedrich Florens Raban von der Wenge († 1850) erbten es die Nachfahren von dessen Schwester Maria Franziska (1775–1800) und ihres Ehemannes Maximilian Werner von Wolff-Metternich. Im Jahre 1958 kaufte das Bergbauunternehmen Hibernia das Areal mit dem Schlossgebäude.
Im Jahre 1966 erwarb Karl Kuchenbäcker das stark verfallene Schloss und begann, einen Familienfreizeitpark zu errichten, unter anderem um die Kosten für die Restaurierung zu decken. Nach alten Plänen wurden seitdem sämtliche Gebäude und das Portal am Eingang in den Originalzustand zurückversetzt. Das Bauwerk des Spätbarocks steht unter Denkmalschutz.
Seit Karl Kuchenbäckers Tod am 28. Dezember 2004 führen seine Frau Renate sowie seine Töchter Karla Kuchenbäcker und Katharina Graveland-Kuchenbäcker als Geschäftsleitung der Freizeitpark Schloss Beck GmbH das Schloss und den Park.

## Freizeitpark

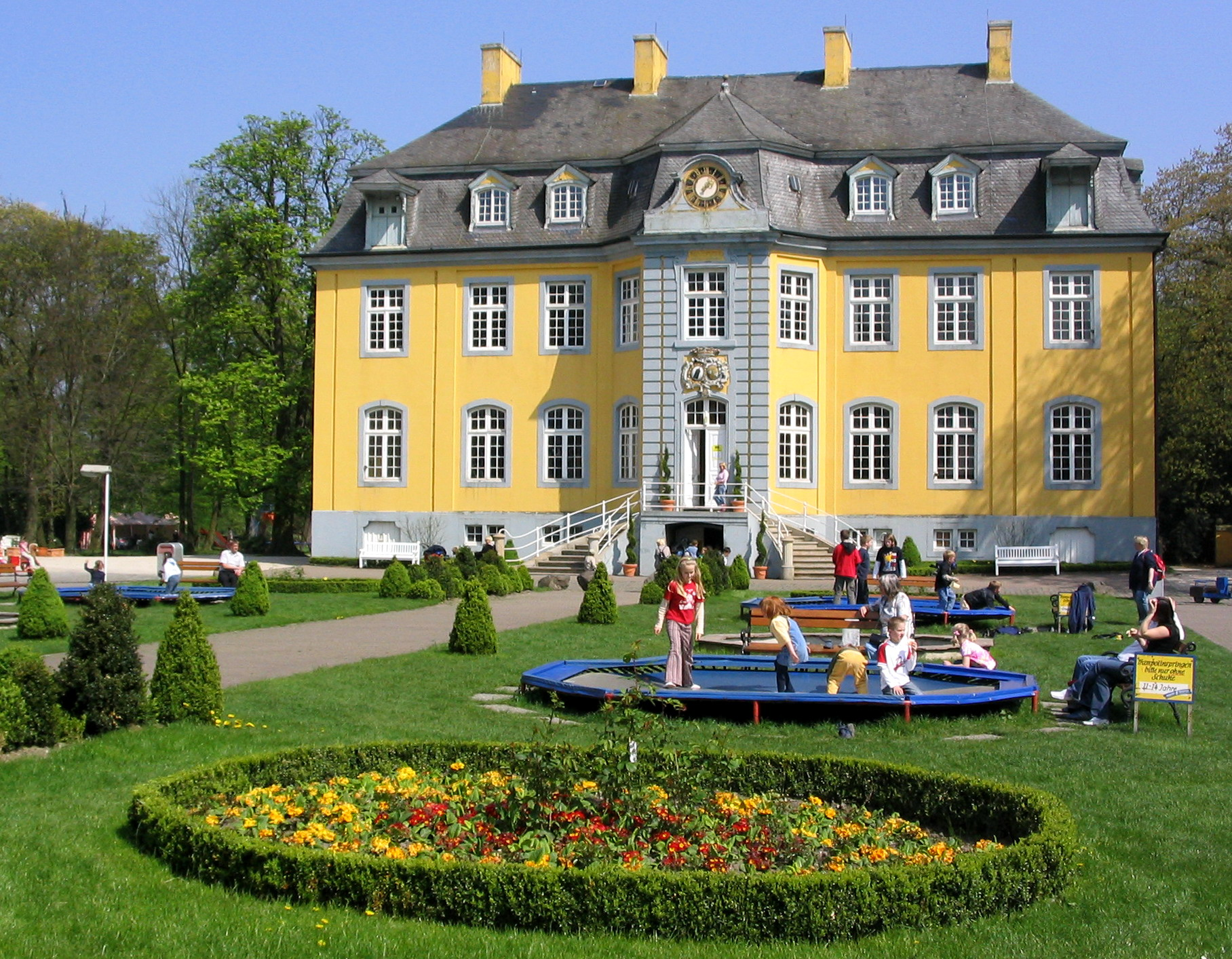
Freizeitpark Schloss Beck

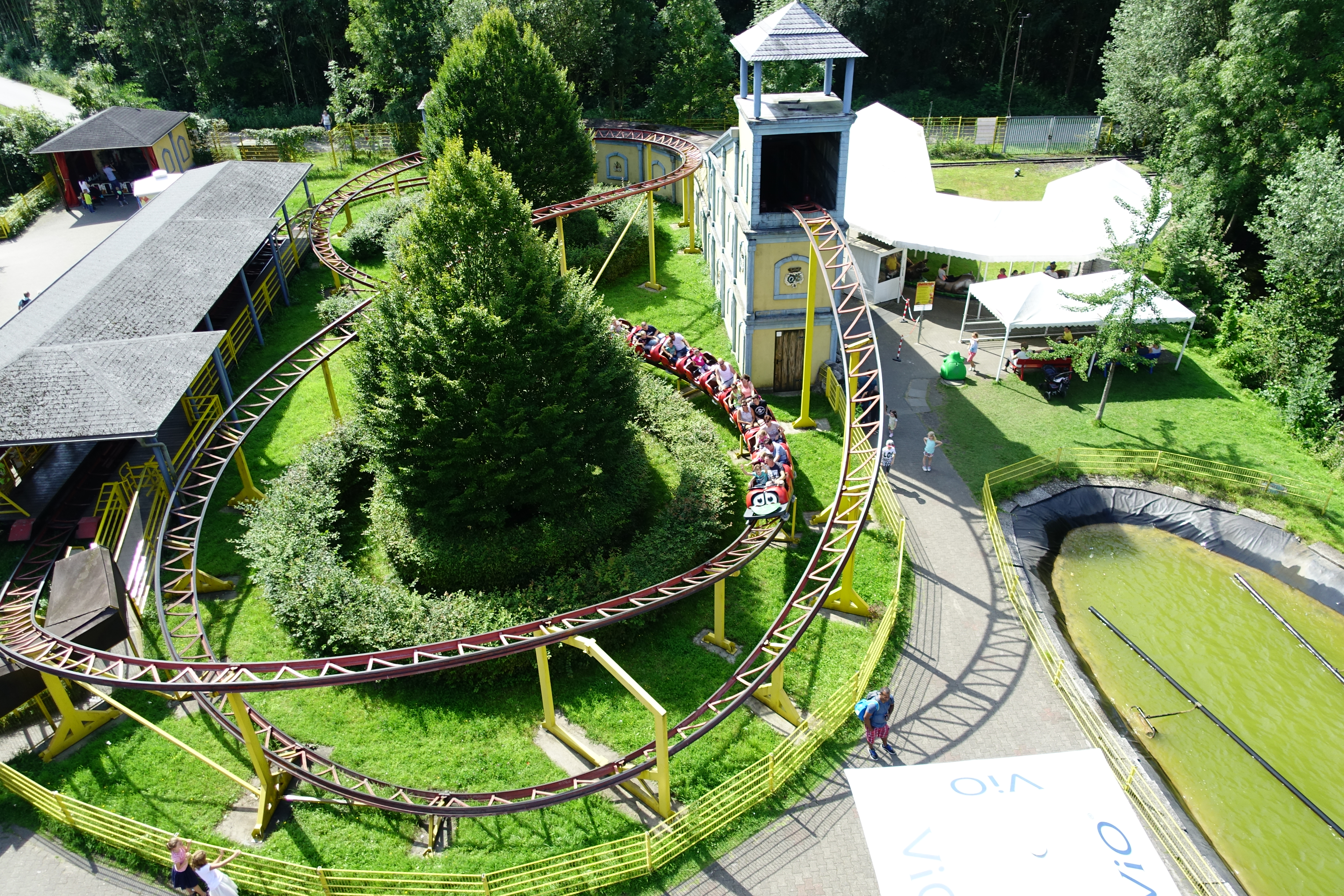
Marienkäferbahn vom Riesenrad aus gesehen

Der das Schloss umgebende Park wurde ab den 1960er Jahren in einen Freizeitpark umgewandelt. Als Zielgruppe werden vor allem Familien mit kleineren Kindern angesprochen. Es gibt viele klassische Kinderspielgeräte wie Klettergerüste, Schaukeln und Rutschen.
An größeren Attraktionen werden u. a. eine Familienachterbahn, eine Wasserwellenrutsche, ein Riesenrad und verschiedene Karussells (eines ist auch für Menschen im Rollstuhl geeignet) sowie seit 2012 ein pädagogischer Baumkronenpfad geboten. Der See kann mit Tret- oder Ruderbooten befahren werden.
Das Schloss selbst ist weitgehend zu besichtigen. In den meisten Räumen werden Dioramen mit mechanisch bewegten Stofftieren gezeigt. Der Keller des Schlosses ist als Gruselkeller gestaltet und bietet einige schauerliche Animatronics.
Der Park bot bis zur Saison 2016/2017 neben verschiedenen gastronomischen Angeboten auch Grillplätze, die aber aus brandschutztechnischen Gründen zur Saison 2017/2018 entfernt wurden. Er ist von März bis Ende Oktober geöffnet. Hunde sind erlaubt.